# Gulnara Sultanova
Gulnara Yuryevna Sultanova (en ruso: Гюльнара Юрьевна Султанова) (23 de agosto de 1975) es una activista LGBT, directora del Festival Internacional de Cine LGBT Side by Side y coordinadora de la organización LGBT Coming Out y el Intercambio ruso-alemán. Es conocida por sus numerosos discursos en los medios de comunicación en relación con los derechos humanos relacionados con gays y lesbianas. En 2010 fue miembro del jurado del Premio Teddy del Festival de Cine de Berlín.